# Possum pygmée à longue queue
Cercartetus caudatus
Espèce
Statut de conservation UICN

 LC  : Préoccupation mineure
Répartition géographique
Cercartetus caudatus est un marsupial diprodonte de la famille des Burramyidae.
En anglais, il est appelé Long-tailed Pygmy Possum, ce qui peut se traduire en possum pygmée à longue queue.

## Description
C'est un petit animal, de la taille d'une souris, de 10 cm de long sans la queue, 23 avec la queue pesant une trentaine de grammes. Sa fourrure est grise ou beige mais noire autour des yeux. Il a de grands yeux, des oreilles comparables à celles des souris, un pouce opposable, une queue préhensile qui lui sert à se suspendre pour atteindre des fleurs ou des bourgeons hors de portée.

## Distribution et habitat
Cette espèce se rencontre au Queensland en Australie et en Nouvelle-Guinée en Indonésie et en Papouasie-Nouvelle-Guinée dans les forêts humides à une altitude supérieure à 300 m.

## Mode de vie
C'est un animal solitaire, arboricole et nocturne. Il passe ses journées à dormir dans le creux d'un arbre. En saison froide, il peut entrer en léthargie dans la journée, semblant mort, mais il se réveille la nuit.

## Alimentation
Il se nourrit d'insectes, de nectars et de pollen.

## Reproduction
Cette espèce se reproduit une ou deux fois par an. Les femelles ont une première portée de 1 à 4 jeunes entre janvier et février et  quelquefois une deuxième portée en fin aoüt, début septembre. Les jeunes quittent le nid 45 jours après leur naissance.